# Raymond de Tornaco

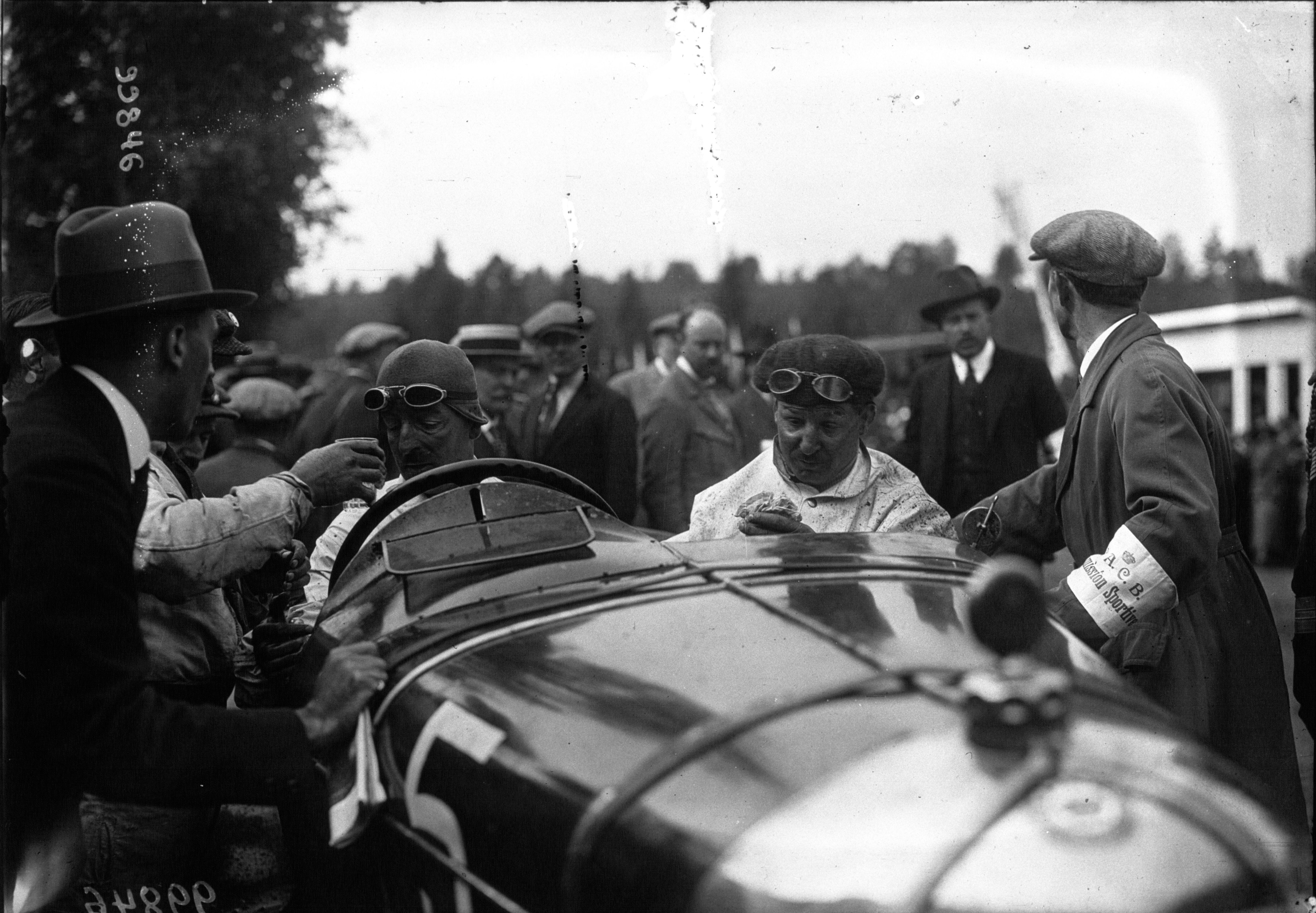
Raymond de Tornaco beim Großen Preis von Belgien 1922

Raymond Ghislain Victor Adolphe Marie de Tornaco (* 15. Januar 1886 in Sassenheim; † 18. Januar 1960) war ein belgischer Autorennfahrer und der Großvater von Charles de Tornaco.

## Karriere
Raymond de Tornaco bestritt 1923 gemeinsam mit dem Franzosen Paul Gros auf einem Bignan HP11 Desmo Sport das erste 24-Stunden-Rennen von Le Mans. Das Duo belegte den dritten Rang in den Gesamtwertung und siegte in der Klasse für Rennwagen von 1,5- bis 2-Liter-Hubraum. Beim Rennen des Folgejahres war er wieder mit einem Bignan am Start und erreichte mit Partner Barthélémy Bruyère den zehnten Gesamtrang. Auch beim ersten 24-Stunden-Rennen von Spa-Francorchamps 1924 war de Tornaco dabei und wurde mit Bruyère Gesamtdritter.

## Statistik

### Le-Mans-Ergebnisse
| Jahr | Team                                      | Fahrzeug                | Teamkollege        | Platzierung            | Ausfallgrund |
| ---- | ----------------------------------------- | ----------------------- | ------------------ | ---------------------- | ------------ |
| 1923 | Bignan                                    | Bignan 11HP Desmo Sport | Paul Gros          | Rang 3 und Klassensieg |              |
| 1924 | Établissements Industriels Jacques Bignan | Bignan 2 Litre Sport    | Barthélémy Bruyère | Rang 10                |              |

### 24-St-Spa-Ergebnisse
| Jahr | Team                                      | Fahrzeug             | Teamkollege        | Platzierung | Ausfallgrund |
| ---- | ----------------------------------------- | -------------------- | ------------------ | ----------- | ------------ |
| 1924 | Établissements Industriels Jacques Bignan | Bignan 2 Litre Sport | Barthélémy Bruyère | Rang 3      |              |